# Дружное (Херсонская область)
Дружное (укр. Дружне) — село в Юбилейной сельской общине Херсонского района Херсонской области Украины.
Почтовый индекс — 75126. Телефонный код — 5542. Код КОАТУУ — 6525086002.

## Население
Население по переписи 2001 года составляло 191 человек.

### Языковой состав
Родной язык населения по данным переписи 2001 года:
| Язык       | Численность, чел. | Доля     |
| ---------- | ----------------- | -------- |
| Украинский | 164               | 85,86 %  |
| Армянский  | 25                | 13,09 %  |
| Другое     | 2                 | 1,05 %   |
| Итого      | 191               | 100,00 % |

## Местный совет
75126, Херсонская обл., Алёшковский р-н, пос. Юбилейное, ул. Розы Люксембург, 17